# Castelo de Dankwarderode

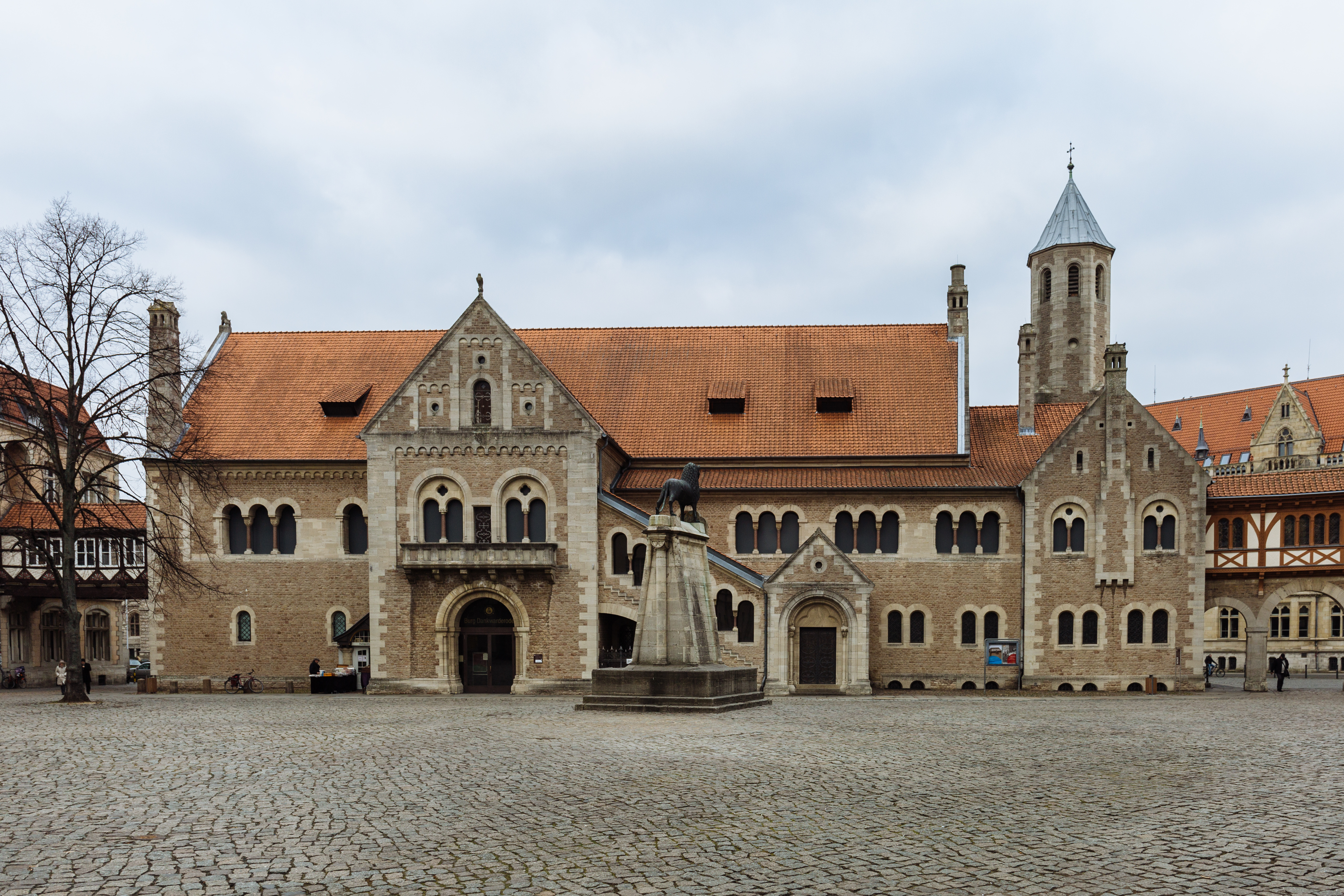
Vista geral do Burg Dankwarderode.

O Burg Dankwarderode é um castelo de planície saxão, situado na Burgplatz (Praça do Castelo) de Brunsvique, no estado da Baixa Saxônia. Serviu durante séculos de residência aos Duques de Brunsvique e actualmente faz parte do Herzog Anton Ulrich-Museum (Museu Duque Anton Ulrich). 

## História e arquitectura

### Idade Média

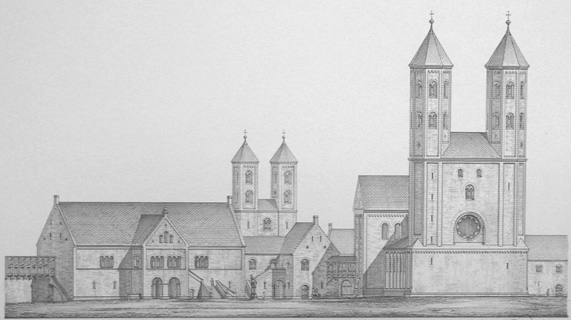
O Burg Dankwarderode na Idade Média, reconstrução do seu suposto estado em 1200, por Ludwig Winter, 1884.

No século XI já existia, numa ilha natural do rio Oker, uma fortificação dos Condes Brunonen, mencionada pela primeira vez num documento de 1134 como castrum Tanquarderoth, em cujo lugar foi construído, cerca de 1160-1175, o Burg Dankwarderode como palácio do Duque Henrique, o Leão. A referência ao Duque Dankward como epónimo para o edifício não é historicamente verificável. O castelo de várzea ocupou, então, toda a área da ilha do Oker, da Münzstraße (Estrada Münz) à Vieweghaus (Casa Vieweg)  e da Ruhfäutchenplatz (Praça Ruhfäutchen) à Domplatz (Praça da Catedral). 
Na sequência do Kaiserpfalz Goslar (Palácio Imperial de Goslar), o edifício principal foi concebido como um palácio de dois andares com capela dupla. Existe um acesso directo do piso superior para o transepto norte da catedral, em construção desde 1173. O piso térreo possuía um pavimento de aquecimento, tal como o palácio de Goslar. 
O Burg Dankwarderode, assim como grande parte da cidade antiga, foi destruído por um incêndio em 1252.

### Do Renascimento ao século XIX

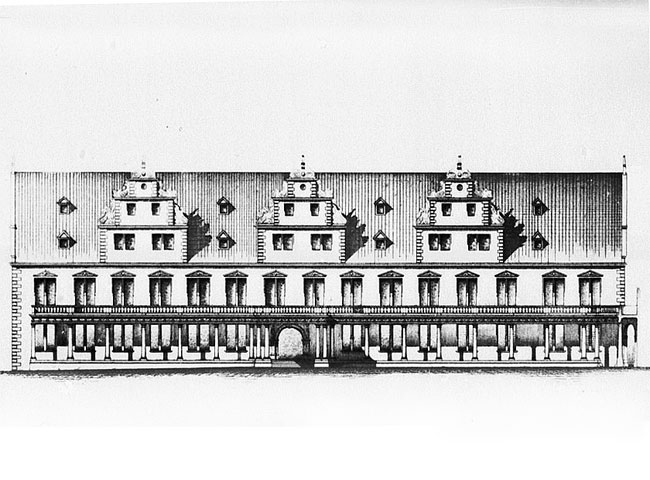
O Burg Dankwarderode em 1720.

O palácio foi reconstruido em estilo renascentista em 1616. As outras estruturas do castelo foram caindo e sendo removidas ao longo dos séculos. Desde então, o termo Burg Dankwarderode diz apenas respeito à forma reconstruida do palácio, visível até hoje. No período compreendido entre 1635 e 1643, foi designado como sede da chamada "Mosthaus" do Duque Augusto, o Jovem (falecido em 1666), antes deste mudar a residência para Wolfenbüttel. 
Entre 1690 e 1700, o Duque Anton Ulrich promoveu edificações sob a direcção de Völcker e Korb. A capela palaciana de São Jorge e Santa Gertrudes (Burgkapelle St. Georg und St. Gertrud) foi deixada para o fim do século XVII após uma interrupção causada por um incêndio.

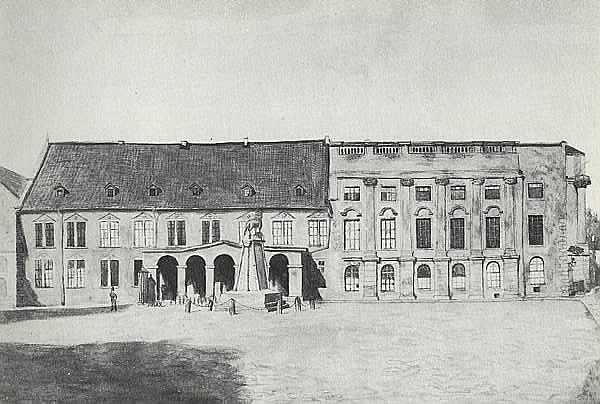
O Burg Dankwarderode em 1865.

Entre 1763 e 1765, a parte sul do palácio foi reconstruida para o Duque Ferdinando, irmão do Duque Carlos I, pelo arquitecto Carl Christoph Wilhelm Fleischer, ficando conhecida como Ferdinandsbau (Edifício de Ferdinando).
A partir de 1808, o palácio foi usado como quartel. Após um incêndio ocorrido em 1873, esteve prevista a demolição a favor da construção de estradas, o que se veio a evitar devido aos protestos públicos. Em 1878, as ruínas passaram, por compra, a pertencer à cidade.

### Reconstrução

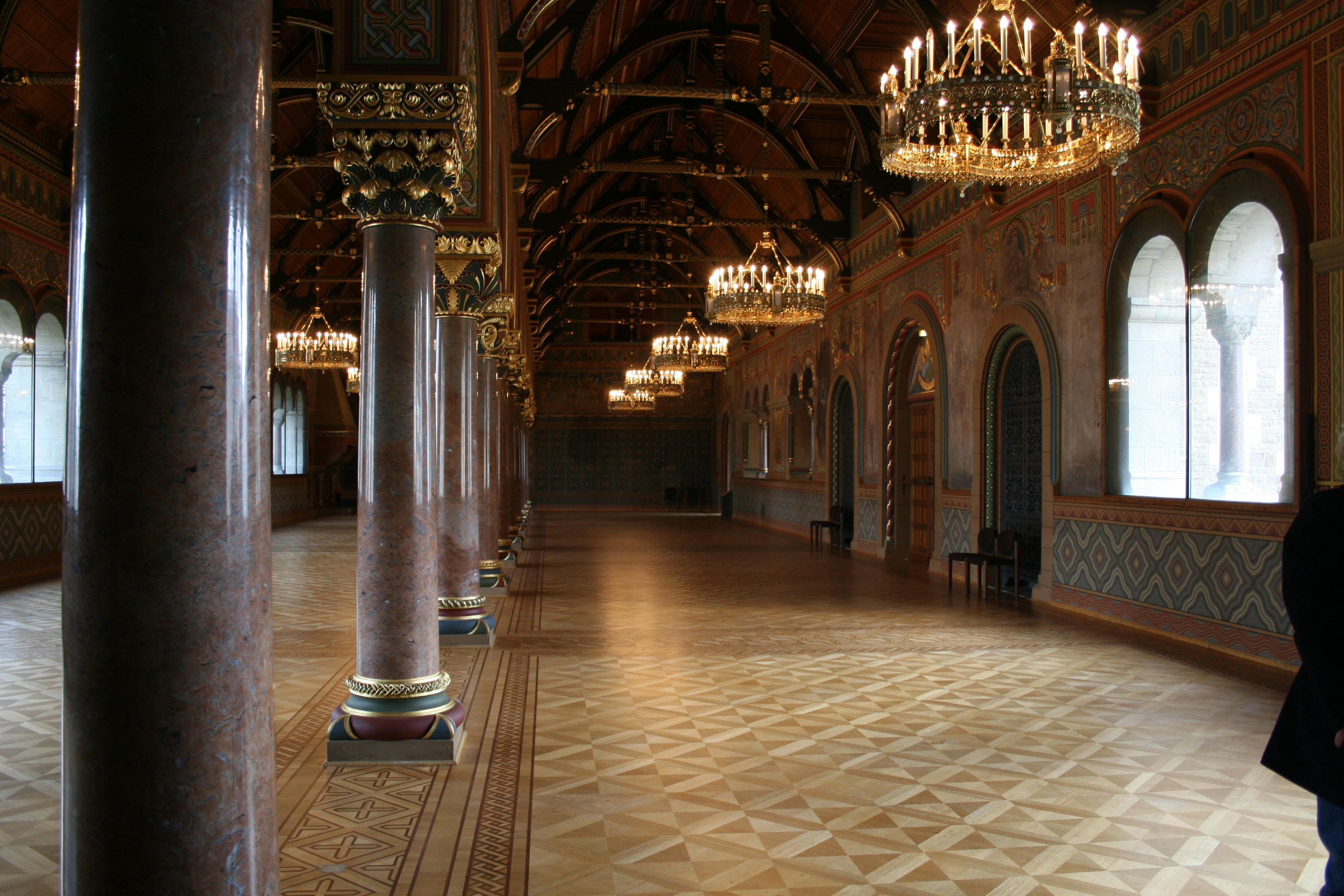
Salão de festas do Burg Dankwarderode.

Entre 1887 e 1906, o palácio foi reconstruido pelo arquitecto municipal Ludwig Winter, a partir de intensas pesquisas arqueológicas, a expensas do regente Príncipe Alberto da Prússia, sendo reedificado como uma construção neo-românica. No sentido de assegurar a essência da Idade Média, Winter reconstruiu largamente o traçado medieval. Na substância histórica inclui-se a arcada de colunas no piso baixo, assim como a parte traseira do palácio, voltada para a Münzstraße com as janelas românicas do salão de festas (Rittersaal - Salão dos Cavaleiros). Tudo o resto, especialmente a famosa fachada voltada para a Burgplatz, foi reconstruido no sentido do historicismo e provavelmente não existia nesta forma.

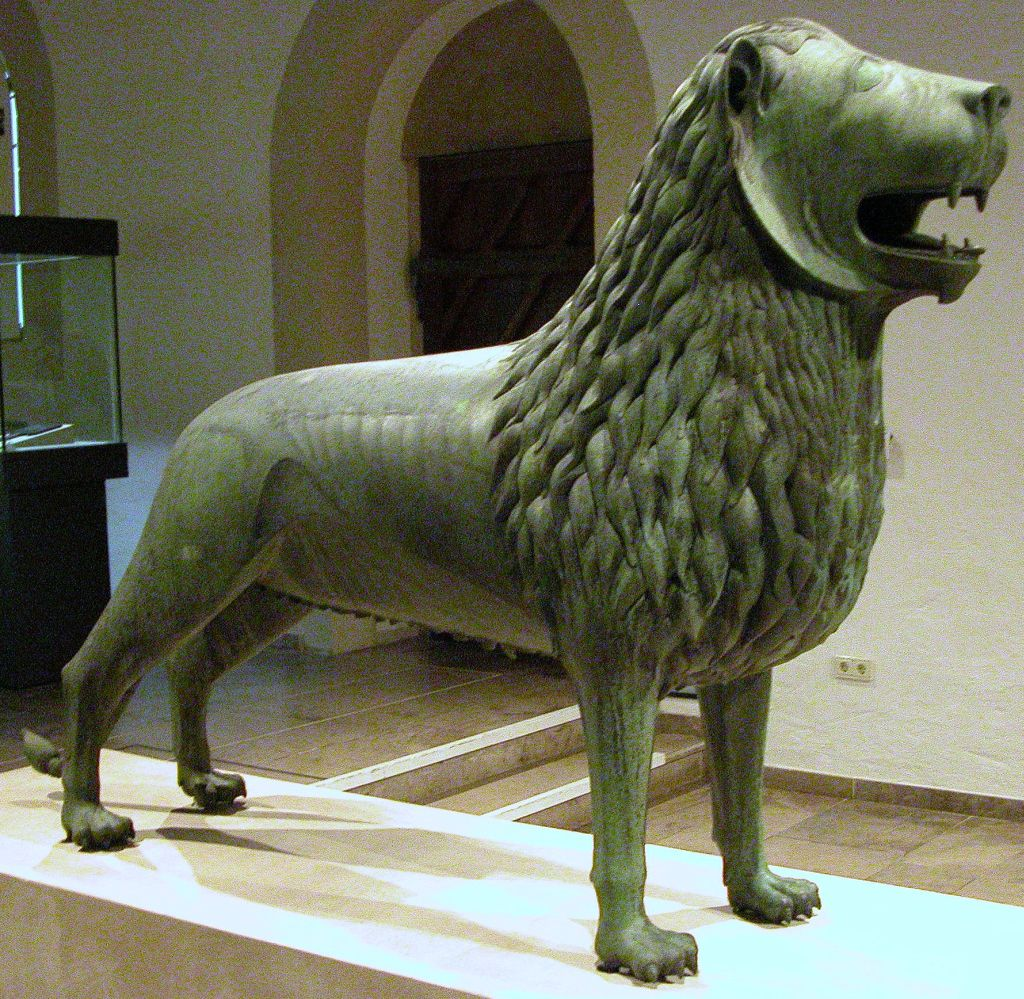
O Leão de Braunschweig original no interior do Burg Dankwarderode.

O actual salão de dois andares, medindo 15 por 42 metros, consiste no Knappensaal, situado no rés-do-chão, e no Rittersaal, reconstruido segundo uma concepção livre no primeiro andar. A pintura historicista foi feita pelo pintor e decorador Adolf Quensen. Durante a Segunda Guerra Mundial o edifício sofreu o ataque directo duma bomba (sprengbombe), do qual resultou a destruição em grande medida da montagem de vigas no telhado do Rittersaal, assim como das pinturas historicistas. Depois da guerra, os danos foram removidos provisoriamente.
Desde 1963, o Knappensaal da secção medieval do Herzog Anton Ulrich-Museums (Museu Duque Anton Ulrich) abriga, entre outros, o original do Leão de Braunschweig, instalado na adjacente Burgplatz desde o século XII, assim como o manto imperial de Oto IV. O Rittersaal foi meticulosamente reconstruido na década de 1990 e as pinturas foram restauradas de acordo com documentos originais. Actualmente, aquele espaço é usado para a realização de eventos e exposições.
Na sala contígua a norte do Rittersaal existem duas lareiras, cada uma delas com duas colunas de aquäduktenmarmor, uma pedra muito rara.